# 佐藤兼右
佐藤兼右（さとう けんゆう、1975年10月19日 - ）は、日本のクラリネット奏者。指揮者。作編曲家。北海道出身。旧名：左藤博之。

## 人物
17歳よりクラリネットを始める。北海道教育大学教育学部札幌校芸術文化課程音楽コース卒業。在学中は渡辺大三郎に師事。
その後、日本フィルハーモニー交響楽団ヴィオラ奏者の後藤悠仁の紹介で、たびたび上京して同楽団クラリネット奏者の伊藤寛隆にも指導を受ける。
さらに伊藤の紹介で、伊藤の師である浜中浩一にも師事する。
卒業後に上京し、尚美学園コンセルヴァトワール・ディプロマコースを修了。
その後はフリーのクラリネット奏者として活動。現在は指揮者、作編曲家としても活動している。
また、海外との国際音楽交流活動など、音楽に関する多方面で活躍している。
出版デザイン、動画制作にも才能を発揮するなど多才ぶりを発揮している。S-muzik PRODUCT代表。
2021年6月17日付で左藤博之より佐藤兼右に改名。

## 経歴
- 日本演奏連盟推薦新人演奏会にて、札幌交響楽団と協演。
- 2000年東京文化会館新進音楽家デビューコンサートオーディション合格。コンサート出演。
- 2001年東京文化会館にて文化庁文化芸術創造基盤整備事業としてリサイタル開催。
- 2005年文化庁主催で、札幌コンサートホール（Kitara）にてリサイタル開催。
- 第7回日本クラシック音楽コンクール全国大会入賞。
- 第1回クラリネットアンサンブルコンクールにてグランプリ受賞。併せて協賛三社賞も受賞した。
- 第17回宝塚ベガ音楽コンクール入賞。